# أولاد المهدي (اكتيتر)
أولاد المهدي هي إحدى مشيخات المملكة المغربية، تتبع جغرافيا لإقليم تاوريرت وإداريًا لاكتيتر. يقدر عدد سكانها بـ 2488 نسمة حسب الإحصاء الرسمي للسكان والسكنى لسنة 2004.